# Up for Sale
"Up for Sale" är  en låt av det svenska garagerockbandet The (International) Noise Conspiracy från 2001. Låten utgavs som singel 2002 på CD av Burning Heart Records på 7" av Sympathy for the Record Industry och Must Destroy Music.
Låten finns också med på bandets andra studioalbum A New Morning, Changing Weather (2001).

## Låtlista

### CD
1. "Up for Sale"
2. "Weighing War on Coma"
3. "Written by the Bourgeois Body"

### 7"
A
1. "Up for Sale"

B
1. "Written by the Bourgeois Body"

### Must Destroy Music-7"
A
1. "Up for Sale"

B
1. "(I've Got) Survival Sickness"

### Fotnoter
1. 1 2  ”Up for Sale”. Discogs.com. http://www.discogs.com/International-Noise-Conspiracy-The-Reproduction-Of-Death/release/1823538. Läst 19 april 2012.